# Corda (Ribeira Grande)
Corda és una vila al nord de l'illa de Santo Antão a l'arxipèlag de Cap Verd. Està situada a l'interior de l'illa, a 13 kilòmetres al nord de Porto Novo.